# Cairo (Nebraska)
Pour les articles homonymes, voir Cairo.
Cairo est un village du comté de Hall, dans l'État du Nebraska, aux États-Unis. En 2020, il comptait une population de 822 habitants.